# 紺野、今から踊るってよ
『紺野、今から踊るってよ』（こんの、いまからおどるってよ）は、テレビ東京で2015年から2017年にかけて断続的に放送された番組である。

## 番組概要
当時テレビ東京アナウンサーだった紺野あさ美が、女性を訪ねて、その女性と共にあるBGMにのせて踊る番組。踊りの最中にスポンサーの情報が挿入されるのが特徴である。

## 年表
- 2015年3月29日：単発特番として放送[1]。
- 2015年5月4日 - 21日：3週間限定で第2シリーズ（全12回）が放送[1]。
- 2015年6月22日 - 30日：第3シリーズ（全6回）が放送[2]。
- 2015年7月2日：レギュラー放送に昇格。ただし当初は2か月間のみの予定だった[3]。放送時間は水曜・木曜深夜1:30 - 1:35。
- 2015年12月26日：特番「紺野、日本の絶景で踊るってよ」が1時間枠（深夜0：55～1：55）で放送。
- 2016年3月20日：特番「紺野、今からニュージーランドで踊るってよ」が30分枠（深夜1:35 - 2:05）で放送。
- 2016年10月 - ：毎週日曜22：48～22：54に移動[4]。
- 2016年12月30日：特番「紺野、年末に踊るってよ」が1時間枠（深夜0:45 - 1:45）で放送。
- 2017年3月27日：紺野がテレビ東京を退社するため放送終了。最終回特番として「紺野、今から踊り納めるってよ」が30分枠（深夜1:00 - 1:30）で放送[5]。

## 出演者
- 紺野あさ美（当時テレビ東京アナウンサー、元モーニング娘。）

## スタッフ
※「紺野、年末に踊るってよ 2016年の話題曲で踊りまくり！鷲見もグルメ吟じまくり！SP」放送時点
- ナレーター：早見沙織
- 企画：内田弥佳
- 構成：山形遼介
- 撮影：Zeta
- メイク：齋藤美香、与那覇千恵
- 編集：荻野崇
- MA：高山元
- 音響効果：戯音工房
- 撮影協力：今帰仁村観光協会、Public Realize
- 番宣：大城博章
- WEB：大島昴
- 編成：金子優
- デスク：鈴木あゆみ
- AD：牧野由佳、百貫尚輝
- ディレクター：山下謙、伊藤喜孝
- 演出：岡本健吾
- プロデューサー：岩下裕一郎、白鳥秀明、風見裕子
- 制作協力：Octagon group
- 製作著作：テレビ東京